# Halvvägsklobben (klippa i Nådendal)
Halvvägsklobben (fi: Pahaluoto) är en ö i Finland. Den ligger i Skärgårdshavet och i kommunen Nådendal i landskapet Egentliga Finland, i den sydvästra delen av landet. Ön ligger omkring 27 kilometer väster om Åbo och omkring 180 kilometer väster om Helsingfors.
Öns area är 1,8 hektar och dess största längd är 250 meter i sydväst-nordöstlig riktning. Runt Pahaluoto är det glesbefolkat, med 14 invånare per kvadratkilometer. Närmaste större samhälle är Nådendal, 14,7 km nordost om Pahaluoto.